# 法兹尔·卡里布扎诺夫
法兹尔·卡里莫维奇·卡里布扎诺夫（俄语：Фазыл Каримович Карибжанов；1912年11月11日（格里历：11月24日）—1960年8月25日），哈萨克族，苏联党和国家领导人。曾任卡拉干达州州长、哈萨克苏维埃社会主义共和国农业部长、哈共中央第二书记、哈萨克苏维埃社会主义共和国最高苏维埃主席团主席等职。

## 生平
- 1912年11月11日（格里历：11月24日）出生于沙俄阿克莫林斯克州鄂木斯克区第6村的一个牧民家庭。幼年因事故失去左眼。
- 1927年加入共青团。1929年-1933年，共青团鄂木斯克工人学院学习。
- 1933年-1938年，西伯利亚农业研究院学习。
- 1938年，鄂木斯克州兹纳缅斯科耶区种子农场农艺师。
- 1938年-1941年，科克切塔夫、彼得罗巴甫洛夫斯克种子工厂负责人。1940年加入联共（布）。
- 1941年-1945年，哈共（布）北哈萨克斯坦州委农业部指导员、副部长、部长。
- 1945年-1946年，哈共（布）中央委员会农业部副部长。
- 1946年-1951年，哈共（布）卡拉干达州委第二书记。
- 1951年，卡拉干达州州长。
- 1951年-1953年4月，哈共（布）中央农业部部长。
- 1953年4月-1954年，哈萨克苏维埃社会主义共和国农业部长。
- 1954年2月-1957年12月，哈共中央委员会书记。
- 1957年12月-1960年1月，哈共中央第二书记，主管农业工作。
- 1960年1月-8月，哈萨克苏维埃社会主义共和国最高苏维埃主席团主席。
- 1960年8月25日在任上因病去世，终年48岁。葬于阿拉木图潘菲洛夫28勇士公园。

卡里布扎诺夫是苏共19-21大代表；第4-5届苏联最高苏维埃联盟院代表；第2-5届哈萨克苏维埃社会主义共和国最高苏维埃代表。

## 荣誉
- 列宁勋章
- 两次荣誉勋章
- 劳动英勇奖章
- 哈萨克苏维埃社会主义共和国最高苏维埃荣誉证书（1944）